# 12187 Ленагорюнова
12187 Ленагорюнова (12187 Lenagoryunova) — астероїд головного поясу, відкритий 11 вересня 1977 року.
Тіссеранів параметр щодо Юпітера — 3,306.